# مانتشستر (إلينوي)
مانتشستر أو مَنشستر (بالإنجليزية: Manchester)‏ هي منطقة سكنية تقع في الولايات المتحدة في إلينوي.

## الموقع الجغرافي
الموقع الجغرافي للمناطق المحيطة بهذه النقطة هو كالتالي: